# Pedro Nunes
Pedro Nunes detto Petrus Nonius Salacensis (Alcácer do Sal, 11 gennaio 1502 – Coimbra, 11 agosto 1578) è stato un matematico, cosmografo e cartografo portoghese.
Dal 1529 fu cartografo reale e dal 1544 al 1562 insegnò matematica all'Università di Coimbra, dove morì nel 1577. In suo onore fu chiamato Nonius un cratere della Luna.
Nel 1534 accertò la natura corretta della linea di rotta, ponendo quindi le basi per il calcolo della navigazione lossodromica. Infatti i difetti delle carte piane per la navigazione oceanica, sui quali Pedro Nunes aveva richiamato l'attenzione fin dal 1530, si riducevano essenzialmente all'impossibilità di rappresentare correttamente su di esse la rotta realmente seguita tramite una semplice linea retta.
Nel 1542 pubblicò la descrizione di un ingegnoso sistema per misurare piccoli archi con sufficiente precisione, poi confuso con quello inventato da Vernier, detto comunemente nonio dal suo nome latinizzato.
Nel 1547 venne nominato primo Cosmografo-mor della Casa da Índia.

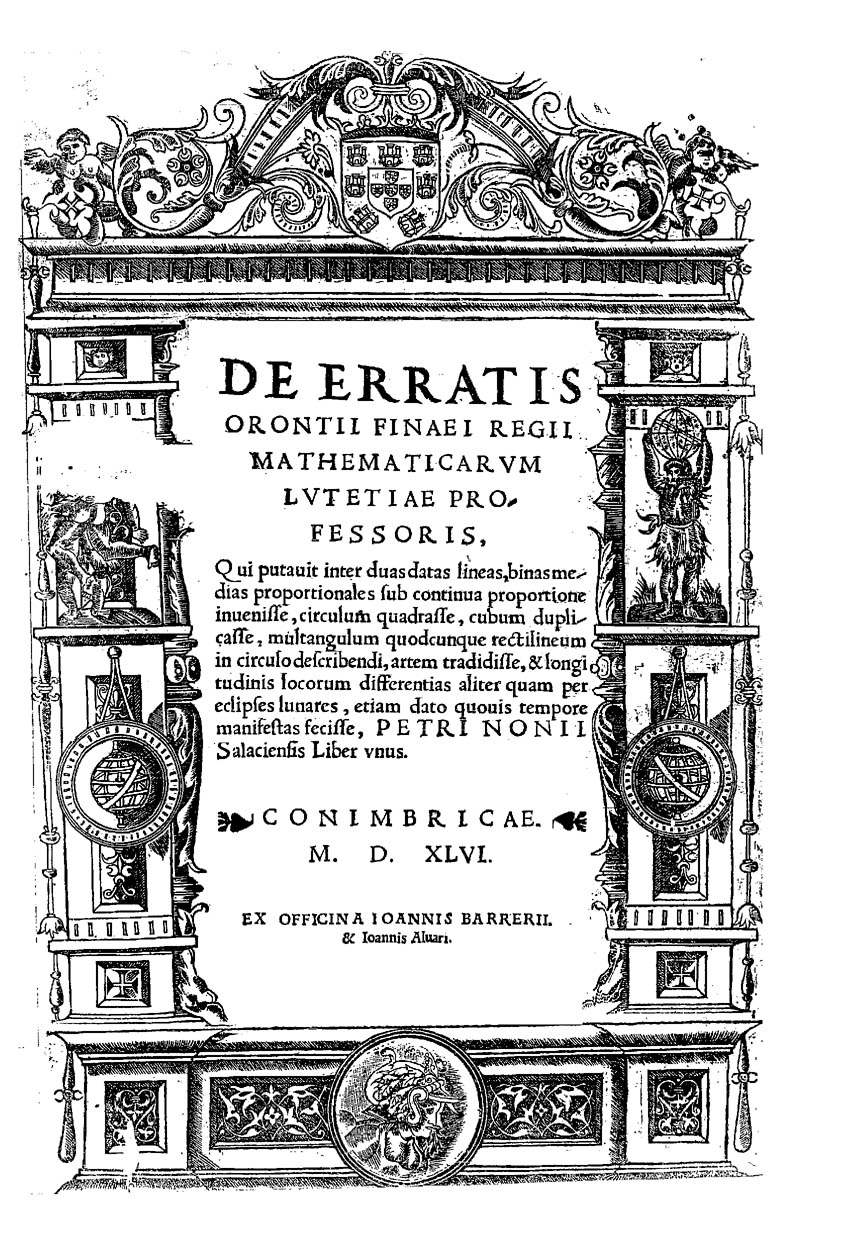
De erratis Orontii Finaei, 1546

### Opere

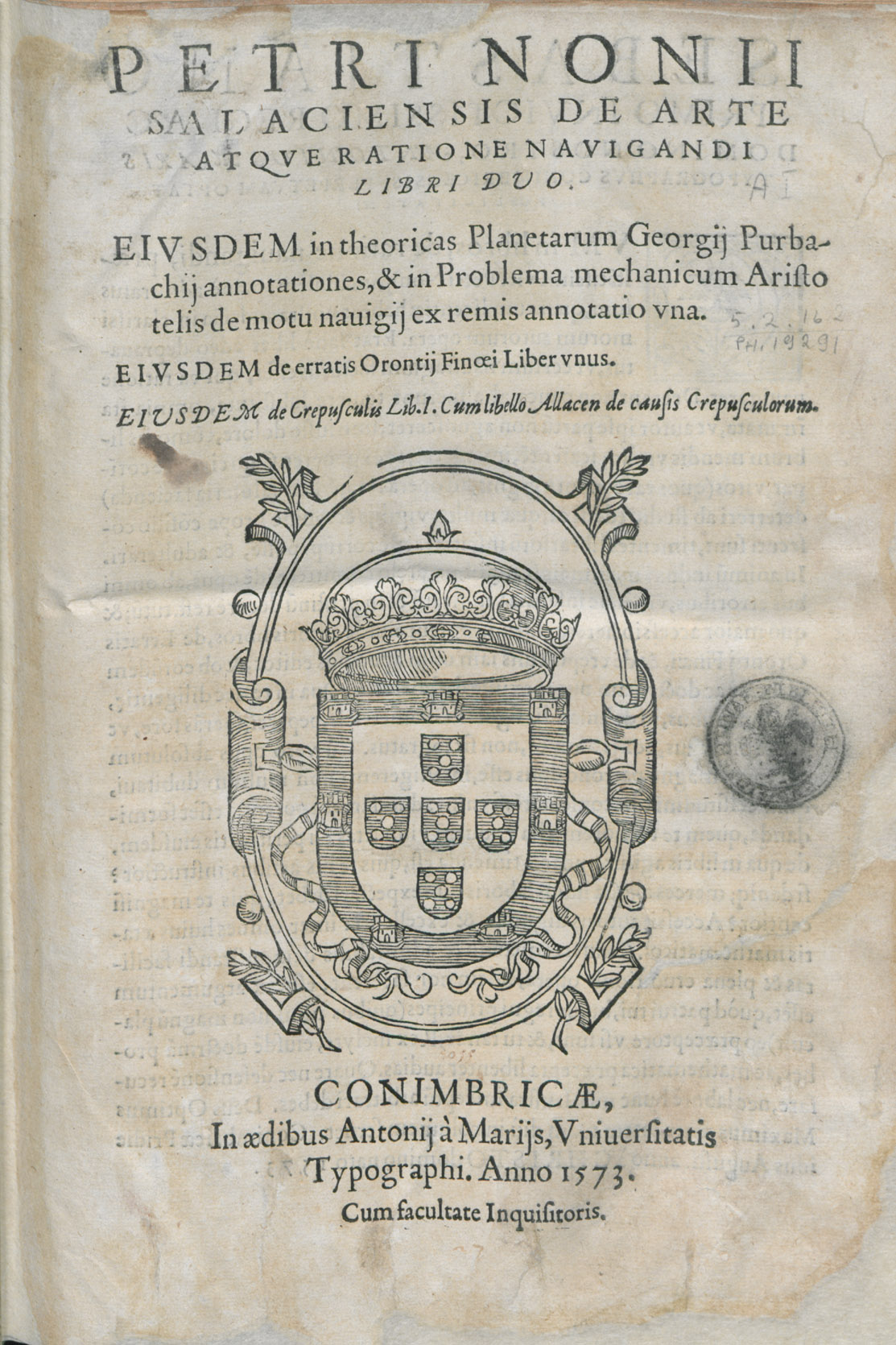
De arte atque ratione navigandi, 1573

- Tratado em defensão da carta de marear, 1537
- Tratado sobre certas dúvidas da navegação, 1537
- (LA) De crepusculis, Lisboa, Luiz Rodrigues, 1542.
- (LA) De erratis Orontii Finaei, Conimbricae, João de Barreira, João Alvares, 1546. URL consultato il 18 giugno 2015.
- Petri Nonii Salaciensis Opera, 1566
- Livro de algebra en arithmetica y geometria, 1567
- (LA) De arte atque ratione navigandi, Coimbra, Antonio de Mariz, 1573.